# سرخیو روچت
سرخیو روچت (انگلیسی: Sergio Rochet؛ زادهٔ ۲۳ مارس ۱۹۹۳) بازیکن فوتبال اهل اروگوئه است.
از باشگاه‌هایی که در آن بازی کرده‌است می‌توان به باشگاه فوتبال دانوبیو و باشگاه فوتبال آزد آلکمار اشاره کرد.